# Breux (Meuse)
Breux je francouzská obec v departementu Meuse v regionu Grand Est. V roce 2013 zde žilo 253 obyvatel.

## Poloha
Obec leží u hranic departementu Meuse s departementem Ardensko u hranic Francie s Belgií. Sousední obce jsou: Avioth, Herbeuval (Ardensko), Margny (Ardensko), Meix-devant-Virton (Belgie), Thonne-la-Long, Thonne-le-Thil a Thonnelle.

## Vývoj počtu obyvatel
Počet obyvatel 